# Parlamento Latino-Americano

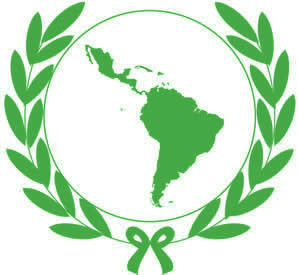
Emblema

O Parlamento Latino-americano (Parlatino) é uma organização regional, permanente e unicameral, integrada pelos Parlamentos Nacionais da América Latina, eleitos democraticamente mediante sufrágio popular, cujos países subscreveram o correspondente Tratado de Institucionalização no dia 16 de novembro de 1987, em Lima no Peru, e aqueles cujos Estados aderiram ao mesmo ou o façam no decorrer do tempo, de acordo com os procedimentos assinalados neste Estatuto.

## História
O Parlatino foi constituído no dia 7 de dezembro de 1964 na cidade de Lima (Peru), após um longo debate sobre a necessidade de integração regional desde a metade do século XX. O Parlatino surgiu no âmbito da Associação Latino-Americana de Integração (ALADI), contudo é um órgão independente desta instituição.

Segundo um dos parágrafos da Declaração de Lima ele (o Parlatino) é uma 
| “ | ...instituição democrática de caráter permanente, representativa de todas as tendências políticas existentes em nossos corpos legislativos; e está encarregado de promover, harmonizar e canalizar o movimento em direção à integração. | ” |

A admissão de outros membros é de competência exclusiva da Assembleia.

## Princípios
O Parlamento tem os seguintes princípios permanentes e inalteráveis:
- A defesa da democracia;
- A integração latino-americana;
- A não-intervenção;
- A autodeterminação dos povos;
- A pluralidade política e ideológica como base de uma comunidade latino-americana democraticamente organizada;
- A igualdade jurídica dos Estados;
- A reprovação à ameaça e ao uso da força contra a independência política e a integridade territorial de qualquer Estado;
- A solução pacífica, justa e negociada das controvérsias internacionais;
- A preponderância dos princípios do Direito Internacional referente às relações de amizade e a cooperação entre os Estados.

Nações que tem representantes no parlamento.

Integram o Parlamento Latino-americano os Congressos e Assembleias Legislativas dos Estados Participantes, democraticamente constituídos na América Latina, que nele participarão fazendo-se representar por delegações constituídas pluralmente, que serão permanentes: Argentina, Aruba, Bolívia, Brasil, Chile, Colômbia, Costa Rica, Cuba, Curaçau, Equador, El Salvador, Guatemala, Honduras, Haiti (Convidado), México, Nicarágua, Panamá, Paraguai, Peru, República Dominicana, Suriname, Uruguai e Venezuela.
Para formar parte da delegação de um Parlamento membro e para participar ou intervir no desenvolvimento das atividades de qualquer órgão do Parlamento Latino-Americano, se requer a condição de parlamentar titular ou suplente em exercício; a perda dessa condição causará o cesse automático no desempenho da representação correspondente.
Um Parlamento membro poderá ser suspenso em sua condição tal, se perder as condições estabelecidas no presente Estatuto para ser membro ou se manifeste ou atue contra os princípios e propósitos do próprio Parlamento Latino-Americano.
No caso de Parlamentos dissolvidos, suspensos ou sob intervenção, os legisladores que tenham pertencido a esses órgãos terão direito a participar, na qualidade de observadores, nas assembleias e comissões até o limite do mandato para o qual foram eleitos. Se, ao finalizar esse prazo, subsistir a situação de dissolução, suspensão ou intervenção do Parlamento de origem, a Junta Diretiva poderá estender esse direito aos ex-legisladores que assim o solicitem.

## Órgãos

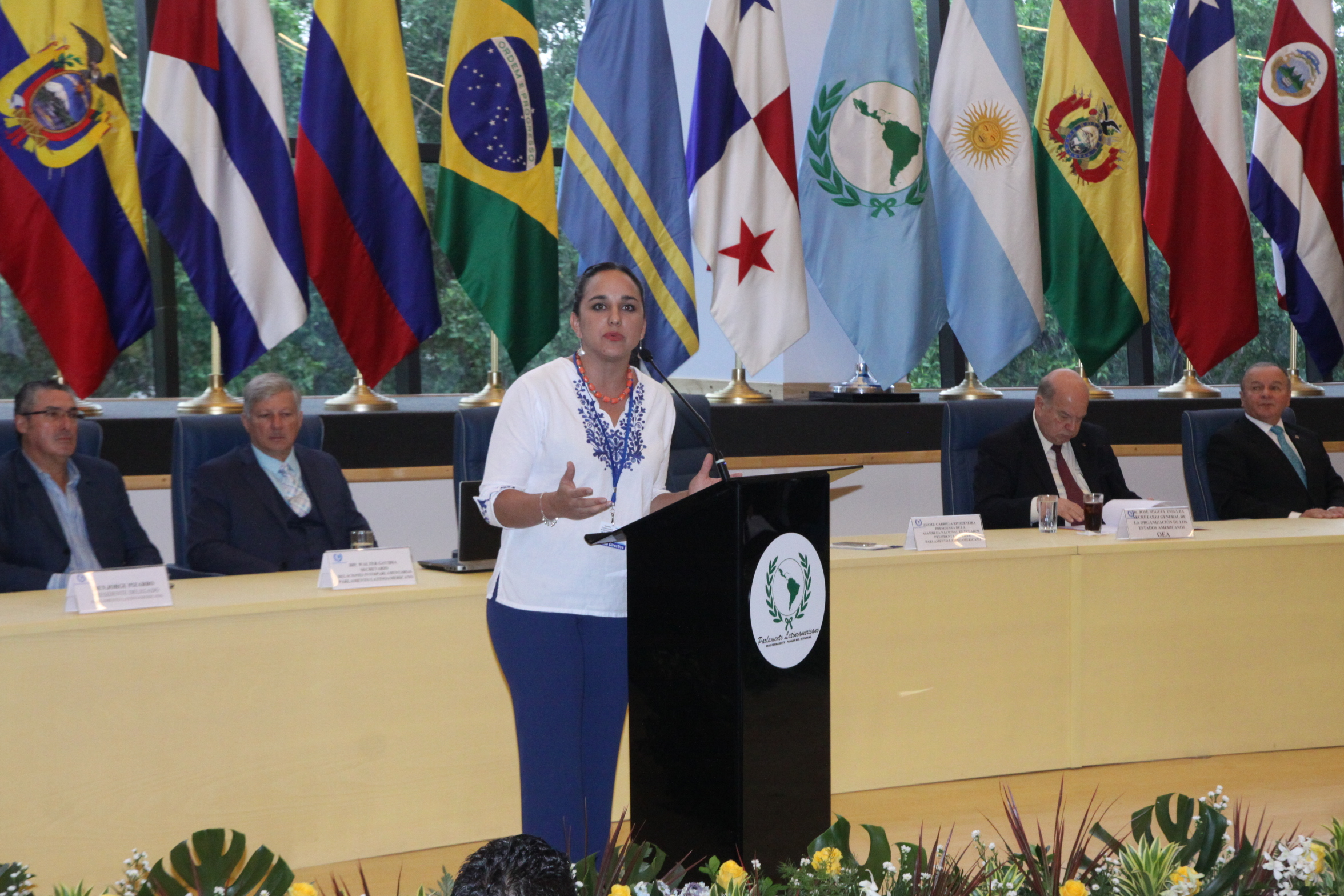
Tribuna na assembleia do órgão.

Os órgãos do Parlamento Latino-Americano são:
- A Assembleia[1]
- A Junta Diretiva[2]
- As Comissões Permanentes[3]
- A Secretaria-Geral[4]

Os órgãos do Parlamento Latino-Americano poderão reunir-se fora da Sede Permanente por acordo da Junta Diretora. São idiomas oficiais do Parlamento o espanhol e o português.
Para que um país possa ser declarado lugar de trabalho de algum órgão, deverá garantir a oportuna concessão dos vistos necessários aos integrantes da representação de todos os Parlamentos membros, assim como, instalações físicas e recursos operativos adequados para um funcionamento eficiente.